# Anna-Lisa Jakobsson
Eva Anna-Lisa Jakobsson, född 30 juli 1956 i Oravais är en finlandssvensk sångerska (mezzosopran). Jakobsson, som först studerade historia vid Åbo Akademi (fil.mag. 1986), har studerat sång vid Sibelius-Akademin för Liisa Linko-Malmio samt i Berlin, Wien, London och Stockholm; debutkonsert 1990. Jakobsson valdes till Årets solist 1992 av Finlands operaförbund. Sedan 1993 är hon solist vid Finlands nationalopera.
Jakobsson har framträtt i ledande mezzoroller såsom Carmen, Olga i Eugen Onegin och Suzuki i Madama Butterfly. Bland roller som inspelats på skiva märks Änkedrottningen i Kung Karls jakt och första prinsessan i Erik Bergmans Det sjungande trädet.